# 巴黎美國教堂

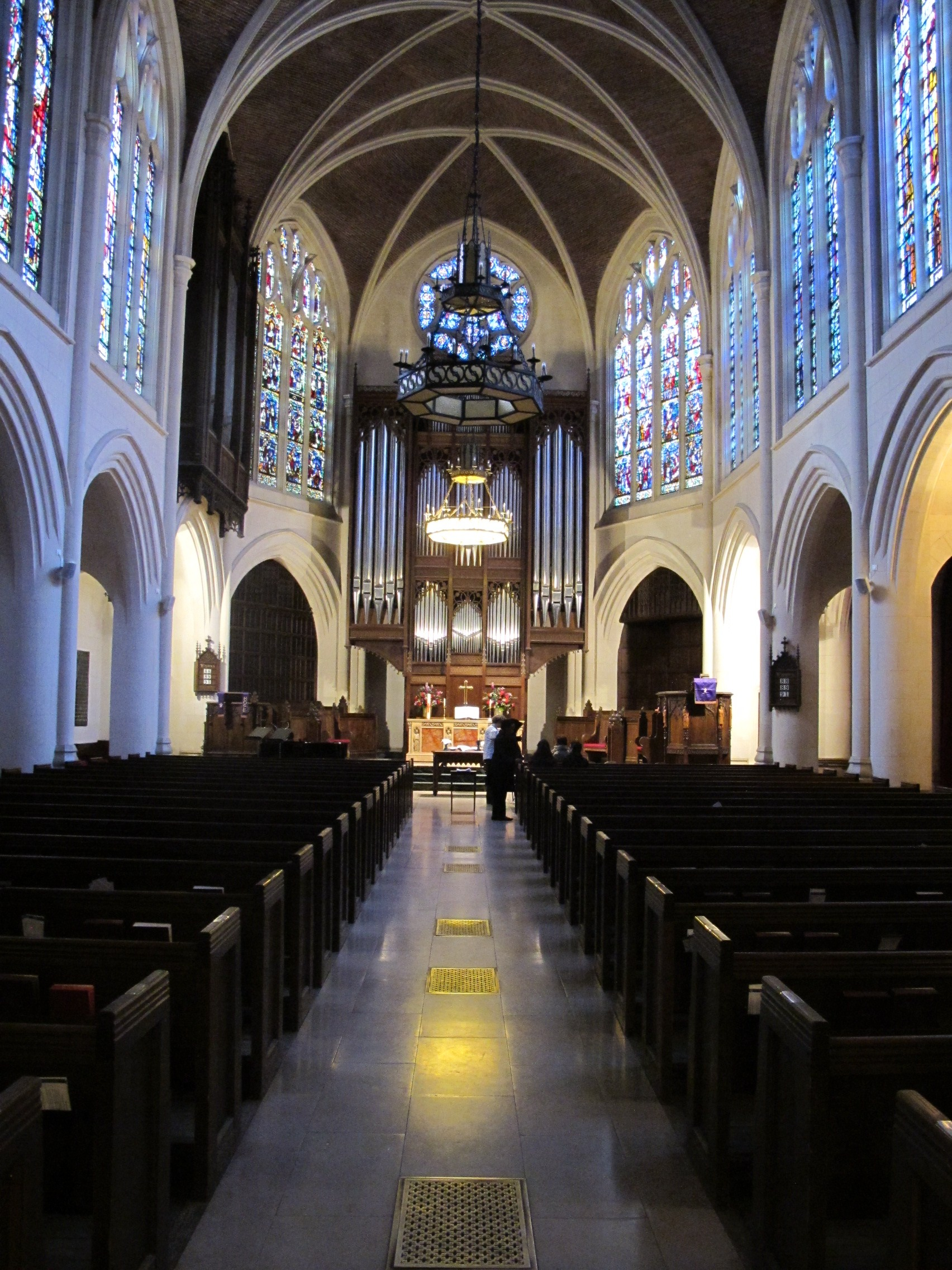

巴黎美國教堂（American Church in Paris）是位於法國首都巴黎的一座教堂，也是美國以外的首座美國教堂，修建於1814年。現在除了美國人之外，也有許多其他國家的人在這裡禮拜。

## 外部連結
- Official website （页面存档备份，存于）
- A Glimpse of Heaven a Documentary Film on the American Church in Paris